# Yahia Bouaziz
Yahia Bouaziz (en arabe : يحيى بوعزيز) un militant et historien algérien né le 17 mai 1929 à Cantilla (dans l'actuelle wilaya de Bordj Bou Arréridj) et mort le 7 novembre 2007. Il est reconnu pour ses contributions significatives à l’écriture de l’histoire de l’Algérie moderne et contemporaine.

## Biographie
Né le 17 mai 1929 à Cantila (actuellement Djaafra, wilaya de Bordj Bou Arréridj) en Algérie, Yahia Bouaziz a grandi dans une famille conservatrice. Dès son jeune âge, il s’est distingué par sa mémorisation du Coran. Après avoir déménagé à Constantine puis à Annaba, il poursuit ses études à l’Université de Zitouna en Tunisie, puis à l’Université du Caire en Égypte, où il obtient sa licence. Il poursuit ensuite ses études à l’Université d’Alger, où il obtient son doctorat en histoire moderne et contemporaine de l’Algérie en 1978.
Militant engagé, il rejoint l'Union générale des étudiants musulmans algériens (UGEMA) avant le déclenchement de la guerre de libération en 1954. Il participe activement aux activités politiques et médiatiques du Front de libération nationale (FLN) en Tunisie et en Égypte, notamment en rédigeant des articles pour des journaux tunisiens et égyptiens.
Après l’indépendance, Yahia Bouaziz enseigne l’histoire à l’Université d’Oran, où il devient une figure centrale du Département d’Histoire et d’Archéologie. Il était également membre du conseil scientifique de l’université. Reconnu pour son engagement pédagogique, il œuvrait à la mise en place d’un programme d’enseignement de l’histoire de l’Algérie, en proposant des thèmes et des projets de recherche scientifique,.

## Publications
Yahia Bouaziz a publié plus de 30 ouvrages traitant de divers aspects de l’histoire de l’Algérie. Parmi ses travaux figurent :

### Ouvrages
- Le nouveau sur les relations de l'emir Abdelkader avec l'Espagne et ses gouverneurs militaires à Melilla [« الجديد في علاقات الأمير عبد القادر مع اسبانيا وحكامها العسكريين بمليلية »], Mikel de Epalza,‎ 1982
- (ar) أعلام الفكر والثقافة في الجزائر المحروسة [« Aʿlām al-Fikr : Personnalités de la pensée et de la culture algériennes »], Beyrouth, Dar al-Gharb al-Islami,‎ 1995
- (ar) تلمسان عاصمة المغرب الأوسط [« Tlemcen, capitale du Maghreb central »], Alger, capitale de la culture arabe,‎ 2007, 100 p. (ISBN 978-9947-24-113-4)
- (ar) سياسة التسلط الاستعماري والحركة الوطنية الجزائرية 1830 - 1954 [« La politique de domination coloniale et le mouvement national algérien (1830–1954) »], Alger, capitale de la culture arabe,‎ 2007, 144 p. (ISBN 978-9961-0-1043-3)
- (ar) كتاب الإتهامات المتبادلة بين ميصالي حاج واللجنة المركزية وجبهة التحرير الوطني 1946 1962 [« Accusations réciproques entre Messali Hadj, le Comité central et le Front de libération nationale (1946–1962) »], Dar Houma,‎ 2001, 205 p.